# Eilema infuscata
Eilema infuscata är en fjärilsart som beskrevs av De Toulgoët 1960. Eilema infuscata ingår i släktet Eilema och familjen björnspinnare. Inga underarter finns listade i Catalogue of Life.